# Eupithecia heydenaria
Eupithecia heydenaria là một loài bướm đêm trong họ Geometridae.